# Terunofuji Haruo
Terunofuji Haruo (jap. 照ノ富士春雄; * 29. November 1991 in Ulaanbaatar als Gantulgyn Gan-Erdene, mongolisch Гантулгын Ган-Эрдэнэ) ist ein ehemaliger mongolischer Sumōringer in der japanischen Makuuchi-Division sowie der 73. Yokozuna.

## Jugend
In seiner Kindheit wurde Gan-Erdene im Judo von Dschigdschidiin Mönchbat, dem Vater von Yokozuna Hakuhō, trainiert. Dieser sah in ihm eine gute Veranlagung für den Sumōsport und half ihm dabei, seinen Umzug nach Japan zu organisieren. Gan-Erdene besuchte dort die Johoku Highschool in Tottori, die für ihr gutes Sumō-Programm bekannt ist (der ehemalige Sekiwake Ichinojō genoss wenig später ebenfalls eine Ausbildung an dieser Schule).

## Beginn der Sumō-Karriere
Im Jahr 2010 schloss sich Gan-Erdene im Alter von 18 Jahren dem Stall Magaki-beya an. Er erhielt zunächst den Ringnamen Wakamishō. Sein erstes Turnier im professionellen Sumō bestritt er dann im Juli 2011 (und schloss es mit einer 5-2-Bilanz ab). Das Turnier gewann damals Sakumayama, der heutige Sekitori Jōkōryū. Im November desselben Jahres kämpfte Wakamishō bereits in der vierthöchsten Division (Sandanme) und gewann dort alle seine sieben Kämpfe. So kam es anschließend zu einem Stichkampf um den Turniersieg zwischen Wakamishō (Terunofuji) und Sakumayama (Jōkōryū), welchen letzterer für sich entscheiden konnte.
Im Januar 2012 gab er sein Debüt in der Makushita-Division und beendete dort die ersten drei Turniere jeweils mit fünf Siegen und zwei Niederlagen. In den zwei darauffolgenden Turnieren erhielt er jedoch erstmals negative Turnierbilanzen, wodurch er von dem Rang Makushita 15 Ost auf den Rang Makushita 37 West zurückfiel. In der Zeit vom November 2012 bis zum Juli 2013 gelang es Wakamishō dann aber, fünf Turniere in Folge mit einer positiven Bilanz abzuschließen (26 Siege, 9 Niederlagen). Im März 2013 wurde sein Stall Magaki-beya geschlossen, woraufhin er zu dem Stall Isegahama-beya wechselte. Dort hatte er die Möglichkeit, regelmäßig mit höherklassigen Kämpfern wie Harumafuji, Aminishiki oder Takarafuji zu trainieren und so seine Technik zu verbessern.

## Karriere als Sekitori

### Aufstieg zum Ozeki (2011 bis 2017)
Nach insgesamt zehn Turnieren in der Makushita-Division hatte er schließlich im September 2013 den Sprung in die zweithöchste Division (Jūryō-Division) geschafft. Er änderte daraufhin seinen Ringnamen in Terunofuji. Sein erstes Turnier in Jūryō beendete er mit einer Bilanz von 12-3. Am letzten Tag besiegte er den späteren Maegashira Kagamiō, der damit ebenfalls mit einer 12-3-Bilanz dastand. So standen sich beide Kämpfer im Playoff um den Turniersieg noch ein zweites Mal gegenüber. Terunofuji siegte erneut und gewann damit das erste Yusho (Turniersieg) in seiner Karriere. Nach einem 8-7 im November 2013 gelang Terunofuji im Januar 2014 wieder ein 12-3, das dieses Mal aber nicht für den Turniersieg ausreichte. Dafür war ihm die Beförderung in die Makuuchi-Division sicher.
Bei seinem Debüt in der Makuuchi stand er nach neun Tagen bei 2-7, konnte jedoch seine restlichen sechs Kämpfe allesamt gewinnen und erreichte somit doch sein Kachi-koshi. Auch im darauffolgenden Turnier konnte er seinen mäßigen Start (4-6 nach zehn Tagen) anschließend durch fünf Siege in Folge wieder wettmachen. Durch ein zweites 9-6 im Juli 2014 schaffte er den Sprung auf den höchsten Maegashira-Rang (Maegashira 1 Ost). Aufgrund dieser Beförderung traf Terunofuji im nächsten Turnier an den ersten acht Tagen auf acht San’yaku-Rikishi. Er gewann zwei dieser acht Kämpfe (unter anderem gegen Ōzeki Kotoshōgiku an Tag 1) und schloss insgesamt mit 6-9 ab. Dies war das dritte und bisher letzte Make-koshi in seiner Karriere. Im November 2014 erreichte Terunofuji ein 8-7. Dabei besiegte er zum zweiten Mal Ōzeki Kotoshōgiku sowie an den letzten beiden Tagen die Sekiwake Aoiyama und Ichinojō. Im Januar 2015 folgte ein weiteres 8-7. Dieses Mal gewann Terunofuji als Maegashira 2 Ost gegen fünf San'yaku-Rikishi (die Ōzeki Gōeidō und Kisenosato, Sekiwake Aoiyama und die Komusubi Takayasu und Tochiōzan). Für diese Leistung wurde ihm erstmals der Kantō-shō (Preis für den besten Kampfgeist) verliehen. Außerdem wurde Terunofuji im März 2015 in den Rang eines Sekiwake befördert und gehörte damit zum ersten Mal zu den San'yaku-Rikishi. In seinem ersten Turnier als Sekiwake gelang Terunofuji an Tag 13 ein Sieg über Yokozuna Hakuhō. Damit beendete er Hakuhos turnierübergreifende Serie von 36 Siegen in Folge. Er schlug ebenfalls die beiden Ōzeki Kotoshōgiku und Gōeidō. Seine bisher beste Bilanz von 13-2 reichte jedoch am Ende nur für das Jun-Yusho (2. Platz hinter Hakuhō), einen Shukun-shō und einen weiteren Kantō-shō. Im Mai 2015 gewann Terunofuji sein erstes Yusho in der Makuuchi-Division. Obwohl er dieses Mal gegen Hakuhō verlor, reichte seine 12-3-Bilanz am Ende für den Gesamtsieg, da Hakuhō am letzten Turniertag gegen Terunofujis Stallkameraden Harumafuji seine vierte Niederlage hinnehmen musste. Zudem erhielt Terunofuji zum dritten Mal in Folge den Kantō-shō (den vierten Sanshō in seiner Karriere). Schon während des Natsu Basho 2015 stand eine mögliche Ōzeki-Beförderung im Raum und das, obwohl Terunofuji im Januar nur acht Siege holte und auch erst sein zweites Turnier in San'yaku bestritt. Am 27. Mai 2015 wurde er offiziell zum Ōzeki ernannt.
Bei seinem Ōzeki-Debüt im Juli schnitt er mit 11-4 ab und war damit bei diesem Turnier der erfolgreichste der vier Ōzeki.
Beim Aki Basho 2015 blieb er elf Tage lang ungeschlagen, verlor dann jedoch drei Mal hintereinander. Am Ende erreichte er mit einer Bilanz von 12-3 das Playoff um den Turniersieg gegen Kakuryū, in welchem er dem Yokozuna allerdings unterlag. Bei diesem Turnier erlitt Terunofuji eine Knieverletzung im Kampf gegen Kisenosato, die seine weitere Karriere stark beeinflussen sollte. Das letzte Turnier in 2015 schloss er noch mit einem Kachikochi (9-6) ab.
2016 begannen dann die Probleme. Im Januar-Turnier brach er sich im Kampf gegen Kyokushuho das Schlüsselbein und verletzte den Meniskus am linken Knie. Es musste die Turnierteilnahme abbrechen. Es war der erste Turnierabbruch seiner Karriere. In der folgenden Turnieren war er drei Mal Kadoban, konnte aber jedes Mal seinen Rang als Ozeki halten. Im Maiturnier 2017 trat er als Ozeki 1 Ost an. Es war der höchste Rang, den er bisher erreicht hatte und schloss das Turnier mit 12-3 ab. Im Anschluss an dieses Turnier unterzog sich Terunofuji einer endoskopischen Operation an seinem linken Knie. Die Genesung lief allerdings nicht wie geplant.

### Fall in die zweitunterste Division (2017 bis 2019)
Er nahm im Juli 2017 trotzdem am Nagoyaturnier teil, musste das Turnier aber nach 5 Kämpfen abbrechen. Gleiches erfolgte im Septemberturnier, womit er seinen Rang als Ozeki verlor. Zu diesem Zeitpunkt hatte er den Rang seit 14 Turnieren inne. Es folgten weitere Turnierabbrüche und Turniere mit negativem Ergebnis (Makekochi). Nach dem Januarturnier 2018 fiel er zurück in die Juryo-Division.
Nach dem Maiturnier 2018 erfolgte der Abstieg in die Makushita-Division. Zu diesem Zeitpunkt litt Teruofuji nicht nur unter seiner Knieverletzung. Bei ihm war mittlerweile Diabetes diagnostiziert worden und er litt an Nierensteinen. Sein Trainer entschied, dass er die nächsten Turniere absagt, um dem Knie die Möglichkeit zu geben auszuheilen. In der Folge blieb er 5 Turnieren fern, was den Fall durch die Ränge beschleunigte. Im Novemberturnier 2018 war er nur noch als Sekitori der Sandanme-Division gelistet. Den Tiefpunkt erreichte er mit dem Rang „Jonidan 58 West“, mit dem er in das Märzturnier 2019 startete. Terunofuji war somit innerhalb von nur anderthalb Jahren vom Ozeki in die zweitunterste Division förmlich durchgereicht worden. Er war damit auf dem Stand, den er im September 2011 innehatte. Es war für ihn aber auch das erste Turnier nach über 10 Monaten Pause.

### Das Comeback und Aufstieg zum Yokozuna (2019 bis 2021)
Im Märzturnier 2019 begann der Neustart seiner Karriere mit einem 7-0-Ergebnis, musste sich in den Playoffs der Jonidan-Meisterschaft dem Mongolen Roga geschlagen geben. Im Mai erreichte er ein 6-1 in der Sandanme-Division und trat bereits im Juliturnier wieder in der Makushita-Division an. Das Jahr 2019 endete für ihn mit dem Gewinn der Makushita-Meisterschaft mit 7-0 und einer Beförderung in die Juryo-Division.
2020 setzte sich seine Erfolgsserie fort und er gewann im Januarturnier die Juryo-Meisterschaft mit 13-2. Ein weiterer 10-5-Sieg im März, sorgte für die Beförderung zurück in die höchste Division als Maegashira 17 Ost. Wegen der Absage des Turniers im Mai feierte er erst im Juli 2020 sein Comeback in der höchsten Division. Terunofuji ist damit der erste Sumōtori, der es schaffte, nach einem Fall bis hinunter in die Jonidan-Division zurück in einem Maegashira-Rang zu gelangen. Das Turnier gewann er mit 13-2 und erkämpfte gleichzeitig den Technik-Preis und den Preis für außergewöhnliche Leistung.
In den folgenden Turnieren stieg er weiter durch die Ränge auf. Im Septemberturnier verletzte er sich am 13. Tag erneut am linken Knie und beendete das Turnier vorzeitig. Er hatte mit 8 Siegen zu diesem Zeitpunkt bereits eine positive Bilanz (Kachikochi) sicher. Im nachfolgenden Novemberturnier waren alle Augen auf ihn gerichtet und er schaffte es mit 13-2 bis in das Playoff um den Turniersieg, musste sich aber Ozeki Takakeisho geschlagen geben, gewann jedoch den Technikpreis. In diesem Turnier trat er übrigens als Komusubi an, einen Rang, den er zuvor nie innehatte (2015 sprang er von Maegashira direkt zu Sekiwake und fiel von dort 2017 direkt zurück auf Maegashira).
Das Januarturnier schloss er mit 11-4 und dem erneuten Gewinn des Technikpreises ab. Im Februar gewann er die Meisterschaft mit 12-3 und gewann darüber hinaus den Preis für außergewöhnliche Leistung. Gleichzeitig hatte er damit alle Voraussetzungen erfüllt, um wieder in den Rang eines Ozeki befördert zu werden.
Im Mai 2021 kehrte Terunofuji nach dreieinhalb Jahren als Ozeki zurück in den Ring. Er gewann die ersten 10 Kämpfe und führte mit 2 Punkten Vorsprung. Am 11. Tag dann verlor er den Kampf durch hansoku (Disqualifikation). Die Ringrichter entschieden, dass er seinen Kontrahenten Myogiryu an den Haaren gezogen habe, was im Sumō zum sofortigen Verlust des Kampfes führt. (Eine solche Disqualifikation in der obersten Division ist extrem selten und geschah zuletzt im Januar 2016 bei Kampf Goeido gegen Takarafuji.). Am letzten Tag des Turniers stand er mit 12-2 an der Spitze der Tabelle, gefolgt von Ozeki Takakeisho und Endo mit 11-3 (Maegashira 8). Endo verlor seinen Kampf und schied aus dem Rennen um die Meisterschaft aus. Im letzten Kampf kam es dann zur direkten Begegnung mit Takakeisho. Diesen letzten Kampf konnte Takakeisho durch Tsukiotoshi für sich entscheiden. Damit wiederholte sich die Situation aus dem Turnier von November 2020. Dieses Mal gewann jedoch Terunofuji durch Hatakikomi und sicherte sich seinen 4. Meisterschaftstitel in der höchsten Division und den ersten als Ozeki. Beim darauffolgenden Nagoya Basho 2021 in Nagoya lieferte sich Terunofuji ein Kopf-an-Kopf-Rennen mit dem Yokozuna Hakuhō. Beide gingen ohne Niederlage in den letzten Tag, an dem sich Terunofuji im direkten Kampf seinem Kontrahenten geschlagen geben musste und somit mit einem 14-1 das Turnier abschloss. Aufgrund seiner Leistung wurde am 21. Juli 2021 vom Sumō-Verband beschlossen, Terunofuji in den Rang eines Yokozuna zu erheben, womit er als 73. Sumōringer diesen Titel erhält.

### Zeit als Yokozuna (seit 2021)
In den noch verbleibenden zwei Turnieren 2021 ging Terunofuji als Sieger hervor. Dabei schloss er das Kyushu-Basho erstmals in seiner Laufbahn mit zenshō-yusho, d. h. ohne Niederlage, ab. In den ersten beiden Turnieren des darauffolgenden Jahres konnte er nicht an diese Erfolge anknüpfen und musste stattdessen verletzungsbedingt das März-Turnier nach der ersten Woche abbrechen, konnte jedoch bereits im Natsu-Basho wieder den Turniersieg erlangen. Während des Hatsu-Basho trat er Mitte Januar 2025, aufgrund von anhaltenden gesundheitlichen Beschwerden und Verletzungen, vom aktiven Sport zurück.

## Kampfstatistik
| Jahr | Januar Hatsu basho, Tokyo                 | März Haru basho, Osaka          | Mai Natsu basho, Tokyo                    | Juli Nagoya basho, Nagoya                | September Aki basho, Tokyo                | November Kyūshū basho, Fukuoka            |
| --- | ----------------------------------------- | ------------------------------- | ----------------------------------------- | ---------------------------------------- | ----------------------------------------- | ----------------------------------------- |
| 2011 | x                                         | Turnier abgesagt 0–0–0          | (Maezumo)                                 | Ost Jonokuchi #3 5–2                     | West Jonidan #59 6–1                      | Ost Sandanme #93 7–0–P                    |
| 2012 | Ost Makushita #58 5–2                     | West Makushita #39 5–2          | West Makushita #27 5–2                    | Ost Makushita #15 3–4                    | West Makushita #21 2–5                    | West Makushita #37 4–3                    |
| 2013 | West Makushita #31 5–2                    | West Makushita #20 5–2          | West Makushita #10 6–1                    | Ost Makushita #4 6–1                     | West Jūryō #11 12–3–P Champion            | Ost Jūryō #3 8–7                          |
| 2014 | West Jūryō #1 12–3                        | West Maegashira #10 8–7         | Ost Maegashira #9 9–6                     | Ost Maegashira #6 9–6                    | Ost Maegashira #1 6–9                     | West Maegashira #3 8–7                    |
| 2015 | Ost Maegashira #2 8–7 F                   | Ost Sekiwake #1 13–2 OF         | Ost Sekiwake #1 12–3 F                    | West Ōzeki #2 11–4                       | Ost Ōzeki #1 12–3–P                       | Ost Ōzeki #1 9–6                          |
| 2016 | West Ōzeki #1 3–3–9                       | West Ōzeki #2 8–7               | West Ōzeki #2 2–13                        | West Ōzeki #2 8–7                        | West Ōzeki #1 4–11                        | West Ōzeki #2 8–7                         |
| 2017 | Ost Ōzeki #2 4–11                         | West Ōzeki #1 13–2–P            | Ost Ōzeki #1 12–3                         | Ost Ōzeki #1 1–5–9                       | Ost Ōzeki #2 1–5–9                        | Ost Sekiwake #2 0–5–10                    |
| 2018 | Ost Maegashira #10 0–8–7                  | West Jūryō #5 6–9               | Ost Jūryō #8 0–9–6                        | Ost Makushita #6 verletzt abwesend 0–0–7 | Ost Makushita #47 verletzt abwesend 0–0–7 | West Sandanme #27 verletzt abwesend 0–0–7 |
| 2019 | West Sandanme #88 verletzt abwesend 0–0–7 | West Jonidan #48 7–0–P          | Ost Sandanme #49 6–1                      | Ost Makushita #59 6–1                    | Ost Makushita #27 6–1                     | West Makushita #10 7–0 Champion           |
| 2020 | West Jūryō #13 13–2 Champion              | Ost Jūryō #3 10–5               | Ost Maegashira #17 Turnier abgesagt 0–0–0 | Ost Maegashira #17 13–2 OT               | Ost Maegashira #1 8–5–2                   | Ost Komusubi #1 13–2–P T                  |
| 2021 | Ost Sekiwake #1 11–4 T                    | Ost Sekiwake #1 12–3 O          | West Ōzeki #2 12–3–P                      | Ost Ōzeki #1 14–1                        | West Yokozuna #1 13–2                     | Ost Yokozuna #1 15–0                      |
| 2022 | Ost Yokozuna #1 11–4                      | Ost Yokozuna #1 3–3–9           | Ost Yokozuna #1 12–3                      | Ost Yokozuna #1 11–4                     | Ost Yokozuna #1 5–5–5                     | Ost Yokozuna #1 verletzt abwesend 0–0–15  |
| 2023 | Ost #1 verletzt abwesend 0–0–15           | Ost #1 verletzt abwesend 0–0–15 | Ost #1 14–1                               | Ost Yokozuna #1 1–3–11                   | Ost Yokozuna #1 verletzt abwesend 0–0–15  | Ost Yokozuna #1 verletzt abwesend 0–0–15  |
| 2024 | Ost Yokozuna #1 13–2–P                    | Ost Yokozuna #1 2–5–8           | Ost Yokozuna #1 0–2–13                    | Ost Yokozuna #1 12–3–P                   | Ost Yokozuna #1 verletzt abwesend 0–0–15  | Ost Yokozuna #1 verletzt abwesend 0–0–15  |
| Kampfstatistik angegeben als Sieg-Niederlage-Abwesenheit Top Division Champion Top Division Zweitplatzierter Ruhestand Untere Divisionen Sanshō Schlüssel: F=Fighting Spirit; O=Outstanding Performance; T=Technique Price Zusätzlich: ★=Kinboshi; P=Playoff Divisionen: Makuuchi — Jūryō — Makushita — Sandanme — Jonidan — Jonokuchi Makuuchi Ränge: Yokozuna — Ōzeki — Sekiwake — Komusubi — Maegashira |                                           |                                 |                                           |                                          |                                           |                                           |

## Kurioses
Die ersten drei Begegnungen zwischen Terunofuji und Ichinojō waren von außergewöhnlicher Länge. Die Kämpfe vom Kyushu Basho 2014 (2 Minuten und 12 Sekunden), Hatsu Basho 2015 (4 Minuten und 48 Sekunden) und Haru Basho 2015 (3 Minuten und 54 Sekunden) dauerten zusammengerechnet knapp 11 Minuten. Sowohl im Januar als auch im März wurde nach zirka drei Minuten eine Trinkpause angeordnet.
Terunofuji hat in den ersten drei Turnieren des Jahres 2015 vier Sanshō erhalten. Kein anderer Rikishi wurde in diesem Zeitraum mit einem solchen Preis ausgezeichnet.
Terunofuji ist der erste Rikishi seit 1950, der nach nur zwei Turnieren in San'yaku zum Ōzeki ernannt wurde.
Terunofuji ist unter anderem für die Anwendung der äußerst seltenen Technik Kimedashi bekannt.